# Bronisław Puchowski
Bronisław Puchowski (ur. 20 października 1896 w Wilnie, zm. 11 września 1974 w Łodzi) – polski lekarz, medyk sądowy. Uczeń profesora Sergiusza Schilling-Siengalewicza. Uzyskał habilitację w 1947 roku na podstawie rozprawy „O zatruciu tlenkiem węgla”. Profesor Wydziału Lekarskiego Uniwersytetu Łódzkiego oraz kierownik Katedry i Zakładu Medycyny Sądowej w Łodzi w latach 1947–1967. Promotor trzech przewodów doktorskich, wieloletni nauczyciel akademicki. Autor pionierskich prac z zakresu alkohologii. W latach 1963–1967 prezes Polskiego Towarzystwa Medycyny Sądowej i Kryminologii. Pochowany na cmentarzu Doły w Łodzi.